# Salvatore Sanzo
Salvatore Sanzo (Pisa, 26 de noviembre de 1975) es un deportista italiano que compitió en esgrima, especialista en la modalidad de florete.
Participó en tres Juegos Olímpicos de Verano, obteniendo en total cuatro medallas: bronce en Sídney 2000, en la prueba por equipos (junto con Daniele Crosta, Gabriele Magni y Matteo Zennaro), oro y plata en Atenas 2004, en las pruebas por equipos (con Andrea Cassarà y Simone Vanni) e individual, respectivamente, y bronce en Pekín 2008, en la prueba individual.
Ganó 8 medallas en el Campeonato Mundial de Esgrima entre los años 1997 y 2008, y 7 medallas en el Campeonato Europeo de Esgrima entre los años 1999 y 2007.

## Palmarés internacional
| Juegos Olímpicos   | Juegos Olímpicos            | Juegos Olímpicos  | Juegos Olímpicos    |
| Año                | Lugar                       | Medalla           | Prueba              |
| ------------------ | --------------------------- | ----------------- | ------------------- |
| 2000               | Sídney (Australia)          | Medalla de bronce | Florete por equipos |
| 2004               | Atenas (Grecia)             | Medalla de oro    | Florete por equipos |
| 2004               | Atenas (Grecia)             | Medalla de plata  | Florete individual  |
| 2008               | Pekín (China)               | Medalla de bronce | Florete individual  |
| Campeonato Mundial |                             |                   |                     |
| Año                | Lugar                       | Medalla           | Prueba              |
| 1997               | Ciudad del Cabo (Sudáfrica) | Medalla de bronce | Florete por equipos |
| 1998               | La Chaux-de-Fonds (Suiza)   | Medalla de bronce | Florete individual  |
| 2001               | Nimes (Francia)             | Medalla de oro    | Florete individual  |
| 2003               | La Habana (Cuba)            | Medalla de oro    | Florete por equipos |
| 2005               | Leipzig (Alemania)          | Medalla de oro    | Florete individual  |
| 2005               | Leipzig (Alemania)          | Medalla de plata  | Florete por equipos |
| 2006               | Turín (Italia)              | Medalla de bronce | Florete por equipos |
| 2008               | Pekín (China)               | Medalla de oro    | Florete por equipos |
| Campeonato Europeo |                             |                   |                     |
| Año                | Lugar                       | Medalla           | Prueba              |
| 1999               | Bolzano (Italia)            | Medalla de oro    | Florete individual  |
| 1999               | Bolzano (Italia)            | Medalla de oro    | Florete por equipos |
| 2000               | Funchal (Portugal)          | Medalla de oro    | Florete individual  |
| 2000               | Funchal (Portugal)          | Medalla de bronce | Florete por equipos |
| 2005               | Zalaegerszeg (Hungría)      | Medalla de oro    | Florete por equipos |
| 2007               | Gante (Bélgica)             | Medalla de bronce | Florete individual  |
| 2007               | Gante (Bélgica)             | Medalla de bronce | Florete por equipos |